# Jan van Nickelen

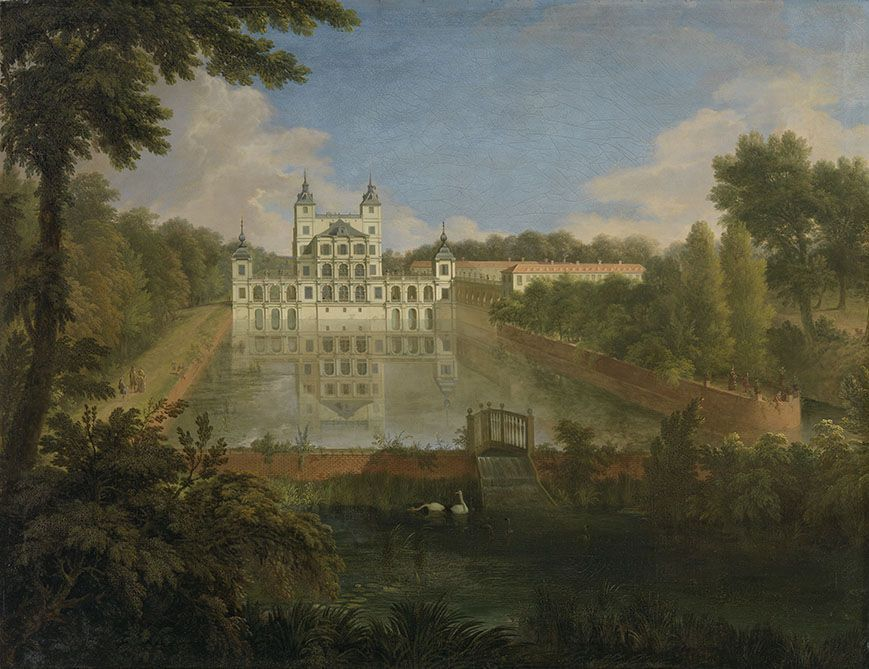
Het oude slot Benrath bij Düsseldorf (1715) Jan van Nickelen. (Bayerische Staatsgemäldesammlungen)

Jan van Nickelen (Haarlem, 1655/56 - Kassel, begraven op 27 maart 1721) was een schilder uit de Noord-Nederlandse school, die ook in Duitsland werkzaam was.
Jan van Nickelen werd geboren in Haarlem. Hij was de zoon van Isaak van Nickelen, van wie hij vermoedelijk ook het schildersvak leerde. Op 18 februari 1684 trouwde hij met Hester van Wiert. Ze kregen twee kinderen, Jacoba Maria en Rymer van Nickelen, die door Jan zelf in de schilderkunst werden opgeleid. Hij was lid van het Sint-Lucasgilde in Haarlem. In 1703 was hij regent van het mennonitische weeshuis in Haarlem. Vanaf 1712 zette hij zijn loopbaan voort in Duitsland. Hij overleed in maart 1721 in Kassel, waar hij ook werd begraven.
Van Nickelen was een veelzijdige kunstenaar, actief als schilder, etser en tekenaar. Hij werd vooral bekend om zijn chassinetten, decoratieve doorzichtige panelen beschilderd met transparante verf, die werden gebruikt als raamdecoratie.
Hij was actief in de volgende steden:
- Haarlem (1688 - 1712): In 1688 werd hij vermeld als lid van het Haarlemse Sint-Lucasgilde.
- Düsseldorf (1712 - 1716): Vanaf ongeveer 1712 tot aan de dood van keurvorst Johan Willem van de Palts in 1716 werkte hij als hofschilder in Düsseldorf. Hij werd aan het hof geïntroduceerd door hofschilder Herman van der Mijn en raakte bevriend met Jan Frans van Douven, een andere hofschilder.
- Rome: Hij maakte een reis naar Italië, gefinancierd door de keurvorst.
- Kassel (1716 - 1721): In 1716 werd hij aangesteld als hofschilder van landgraaf Karel von Hessen-Kassel, een functie die hij bekleedde tot zijn overlijden in 1721.

Van Nickelen was voornamelijk bekend om zijn landschappen en architecturale voorstellingen. Volgens Houbraken schilderde hij ook stillevens, waaronder een fruitstilleven dat in een privécollectie in Rotterdam zou zijn gezien.
Naast zijn kinderen had hij ook andere leerlingen, waaronder Johann Georg Freesen.